# (422) Berolina
(422) Berolina est un astéroïde de la ceinture principale découvert par Gustav Witt le 8 octobre 1896.